# Aerodramus papuensis
Aerodramus papuensis (лат.) — вид птиц семейства стрижиных.

## Описание
Крупный стриж с длиной тела 14 см. Оперение сверху немного глянцевое, тёплых коричневых тонов, снизу — тёмное. Горло контрастное, серебристо-серого цвета. Лапы покрыты густым оперением. Бороздки на затылочных перьях белые, в то время как сами кончики перьев тёмные. Хвост вильчатый, с небольшим разрезом. Отличается от других представителей семейства отсутствием заднего, четвёртого, пальца.
Информация о вокализации и способности к эхолокации данного вида отсутствует.

## Распространение
Птицы обитают только на острове Новая Гвинея. Площадь ареала составляет 315000 км² и включает территорию таких стран как Индонезия и Папуа — Новая Гвинея. Стая птиц размером около 30 особей была обнаружена в 1941 году около реки Таритату, позднее подобные стаи были замечены в северной части горного массива Судирман около горы Джая. В апреле 1993 года птицы были отмечены на территории Папуа — Новой Гвинеи в пещере на северных склонах хребта Хинденбург. Возможно, птиц видели также в северной части острова, на полуострове Хуон, и в юго-восточной части — около Порт-Морсби. Высота над уровнем моря в этих регионах варьирует от нуля до 2400 метров. На верхней высотной границе птица была поймана в пещере в горных лесах с преобладанием деревьев из рода Dacrycarpus.
Птицы ведут оседлый образ жизни.
Возможно, данный вид широко представлен в регионе, однако из-за трудностей с его идентификацией и отсутствия информации о среде обитания, Международный союз охраны природы относит его к видам, для оценки угрозы которым не достаточно данных.

## Питание
Птицы питаются летающими насекомыми. вместе с серой саланганой (Aerodramus vanikorensis) и Mearnsia novaeguineae образуют стаи размером 20-30 особей. Могут питаться высоко в воздухе или над самой поверхностью стоячей воды в болотах и лагунах. Скорее всего активны в сумерках, или даже ночью: одну птицу ловили в сети в 21:00 и в 6:15 на следующий день.

## Размножение
Информация об особенностях размножения Aerodramus papuensis отсутствует.

## Систематика
Вид впервые был описан канадским зоологом Остином Лумером Рэндом в 1941 году на основе экземпляра, полученного на реке Иденбург (в настоящее время Таритату) в западной части Новой Гвинеи. Первоначально считался подвидом филиппинской саланганы и получил название Collocalia whiteheadi papuensis. В 2014 году данный таксон был отнесён к роду Aerodramus. Название Collocalia papuensis также продолжает использоваться.
Согласно некоторым филогенетическим исследованиям данный вид является базальным для других представителей рода, более того, он является сестринским по отношению к большой салангане (Hydrochous gigas), что указывает на парафилию рода Aerodramus.
В настоящее время птица относится к роду Aerodramus семейства стрижиных.